# مارلون (لاعب كرة قدم مواليد 1985)
مارلون (بالبرتغالية: Marlon Farias Castelo Branco) هو لاعب كرة قدم برازيلي في مركزي ظهير ‏ والدفاع، ولد في 14 سبتمبر 1985 في بليم في البرازيل. لعب مع نادي باهيا ونادي فاسكو دا غاما ونادي فيلا نوفا ونادي كريسيوما ونادي نوفو هامبورغو.

## وصلات خارجية
- مارلون (لاعب كرة قدم مواليد 1985) على موقع قاعدة بيانات كرة القدم.إي يو (الإنجليزية)
- مارلون (لاعب كرة قدم مواليد 1985) على موقع Soccerway.com (الإنجليزية)